# El Serrat (Santa Maria de Besora)
El Serrat és una masia de Santa Maria de Besora (Osona) inclosa a l'Inventari del Patrimoni Arquitectònic de Catalunya.

## Descripció
Casa de planta rectangular amb la façana principal orientada a ponent. Consta de planta baixa i un pis. La teulada és de dues vessants. S'accedeix al seu interior a través d'un portal d'arcada de mig punt que està situat a l'extrem de ponent de la façana sud. A la mateixa façana i a l'altura del primer pis hi podem veure una galeria de dues arcades. La casa està situada sobre el serrat, aprofitant el seu pendent, la qual cosa fa que al seu interior hi trobem un conjunt de diferents nivells a la planta baixa, més elevada a la part de llevant que a la de ponent. L'estructura interior ha estat respectada gairebé per complet.

## Història
Per bé que es té constància del Serrat ja al capbreu de 1342 del terme de Besora, l'edifici que avui es pot veure data possiblement del segle xviii, amb successives reformes: la paret de tramuntana revela com la casa ha anat creixent cap a ponent en quatre ocasions successives. A partir dels primers setanta, el Serrat ha estat objecte de restauració, que ha afectat a tot el conjunt, tot respectant la distribució interna, malgrat els canvis de funció de cada espai. Un balcó a ponent i el descobert de la tapiada galeria són algunes de les transformacions més visibles. L' enllosat de tota l'era i la construcció d'una nau i una casa pels masovers completen l'obra. D'ençà de la restauració es pot veure l'aparell constructiu.